# Carex chathamica
Carex chathamica là một loài thực vật có hoa trong họ Cói. Loài này được Petrie publ. 1915 mô tả khoa học đầu tiên năm 1914.